# 定点観測
定点観測（ていてんかんそく）とは、海洋上の定点で行われた気象観測業務。
また、その観測業務に類似して定点（同じ場所）から、画像、天候・気象、数、交通量、火山の活動状況などの情報を時系列的に観測（観察）・比較して分析のために、その差異情報を提供する場合にも定点観測と言う言葉が用いられることが多い。

## 概要
気象観測空白地域を補うために国際的に定められた大西洋・太平洋上の特定の気象観測地点における定常気象観測業務。実際の気象観測は定点観測船を常時漂泊、位置修正を行いながら一定地点の海上気象観測、高層気象観測、海洋観測などが行われた。最盛期には世界18の地点で観測が行われたが、気象衛星、海洋気象ブイなどに代替されて、日本が担当したX点、T点共に1978年（昭和53年）までに廃止された。
定点観測の具体例として
- 気象庁定点観測船

の他に定点観測または類似した言葉が用いられる例は
- インフルエンザの定点調査
- お天気カメラ
- 街頭カメラ
- 浅間山観測カメラ
- ファッションの定点観測
- 店頭ディスプレイの定点観測
- 交通情報カメラ
- 峠の積雪情報カメラ

などが知られる。